# Tipula longitudinalis
Tipula longitudinalis är en tvåvingeart som beskrevs av Nielsen 1929. Tipula longitudinalis ingår i släktet Tipula och familjen storharkrankar. Inga underarter finns listade i Catalogue of Life.